# Mycosphaerella pedicularis
Mycosphaerella pedicularis är en svampart som först beskrevs av Petter Adolf Karsten, och fick sitt nu gällande namn av Lind 1913. Mycosphaerella pedicularis ingår i släktet Mycosphaerella och familjen Mycosphaerellaceae.   Inga underarter finns listade i Catalogue of Life.